# Samir Selesković
Samir Selesković (Sarajevo, 10 aprile 1970) è un ex cestista e allenatore di pallacanestro bosniaco con cittadinanza turca.

## Carriera
Con la Bosnia ed Erzegovina ha disputato due edizioni dei Campionati europei (1993, 1997).